# Antin (Francja)
Antin – miejscowość i gmina we Francji, w regionie Oksytania, w departamencie Pireneje Wysokie.
Według danych na rok 1999 gminę zamieszkiwało 136 osób, a gęstość zaludnienia wynosiła 18 osób/km² (wśród 3020 gmin regionu Midi-Pireneje Antin plasuje się na 932. miejscu pod względem liczby ludności, natomiast pod względem powierzchni na miejscu 1305.).